# 居米什哈內

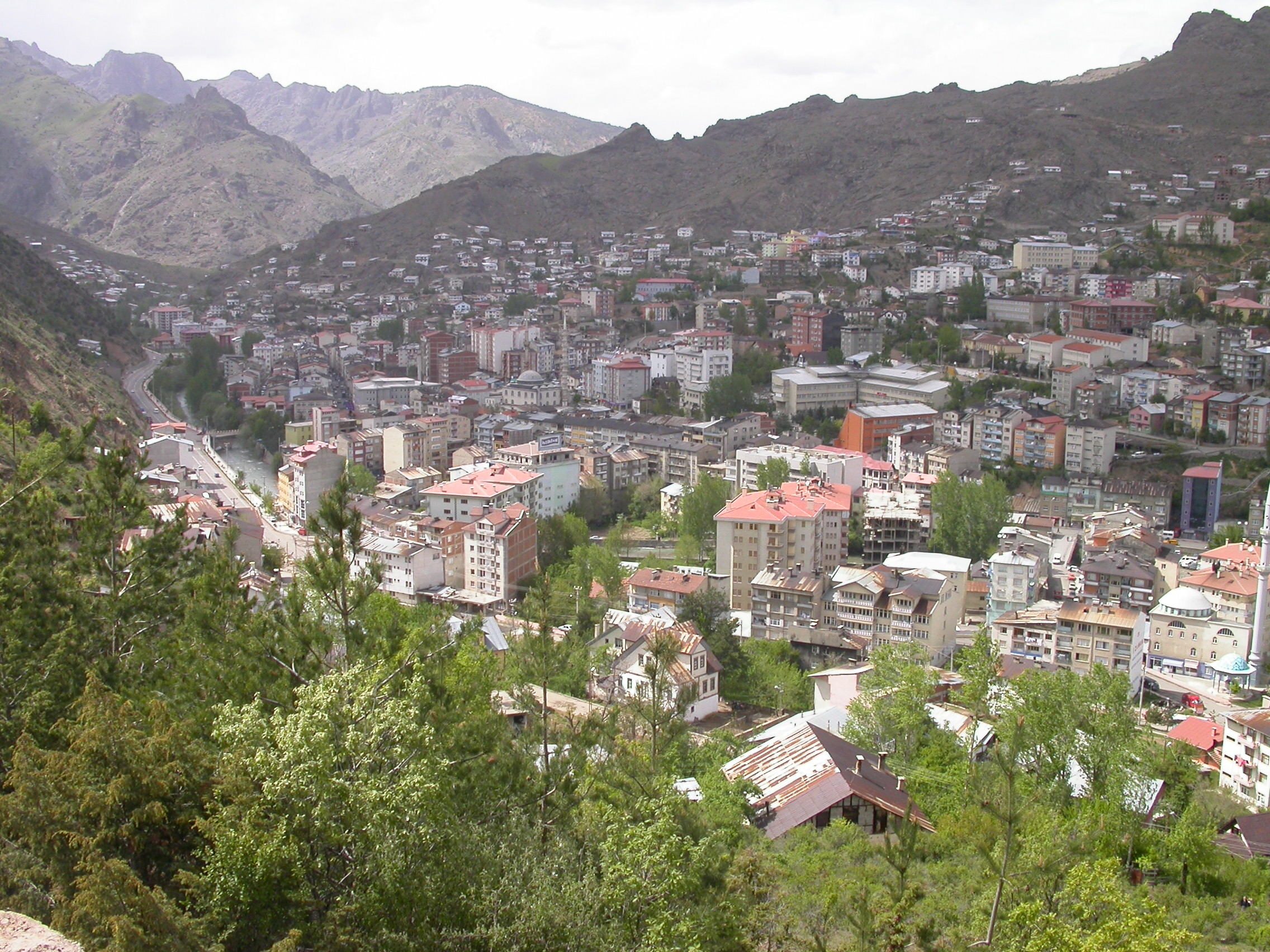
居米什哈內

居米什哈內是土耳其的城市，也是居米什哈內省的首府，位於該國東北部，距離特拉布宗65公里，面積1,789平方公里，海拔高度1,227米，受濕潤大陸性氣候影響，每年平均降雨量461毫米，2010年人口28,620。

## 外部連結
- Governor's official website （页面存档备份，存于） （土耳其文）
- Municipality's official website （页面存档备份，存于） （土耳其文）
- Argyroupoolis (Gümüşhane) （页面存档备份，存于）

40°27′37″N 39°28′53″E / 40.46028°N 39.48139°E